# Isländische Fußballmeisterschaft 1953
Die isländische Fußballmeisterschaft 1953 war die 42. Spielzeit der höchsten isländischen Fußballliga.
Es nahmen sechs Teams am Bewerb teil. Erst wurde eine Vorrunde in Form zweier Dreiergruppen gespielt, in denen jede Mannschaft einmal auf die beiden anderen derselben Gruppe traf. Die beiden Gruppensieger spielten in einem Finale um den Titel. Diesen konnte ÍA Akranes zwei Jahre nach dem Gewinn der ersten Meisterschaft gewinnen.

## Grunddurchgang

### Gruppe A
| Pl. | Verein           | Sp. | S | U | N | Tore    | Quote | Punkte |
| --- | ---------------- | --- | - | - | - | ------- | ----- | ------ |
| 1.  | ÍA Akranes       | 2   | 2 | 0 | 0 | 008:100 | 8,00  | 04:0   |
| 2.  | KR Reykjavík (M) | 2   | 1 | 0 | 1 | 003:500 | 0,60  | 02:20  |
| 3.  | Fram Reykjavík   | 2   | 0 | 0 | 2 | 002:700 | 0,29  | 0:40   |

| (M) | amtierender isländischer Meister |

#### Kreuztabelle
Die Kreuztabelle stellt die Ergebnisse aller Spiele dieser Saison dar. Die Heimmannschaft ist in der ersten Spalte aufgelistet, die Gastmannschaft in der obersten Reihe. Die Ergebnisse sind immer aus Sicht der Heimmannschaft angegeben.
| Gruppe A       | ÍA Akranes | KR Reykjavík | Fram Reykjavík |
| ÍA Akranes     |            | 4:0          | 4:1            |
| KR Reykjavík   | –          |              | 3:1            |
| Fram Reykjavík | –          | –            |                |

### Gruppe B
| Pl. | Verein             | Sp. | S | U | N | Tore    | Quote | Punkte |
| --- | ------------------ | --- | - | - | - | ------- | ----- | ------ |
| 1.  | Valur Reykjavík    | 2   | 2 | 0 | 0 | 008:200 | 4,00  | 04:0   |
| 2.  | Víkingur Reykjavík | 2   | 1 | 0 | 1 | 006:300 | 2,00  | 02:20  |
| 3.  | Þróttur Reykjavík  | 2   | 0 | 0 | 2 | 001:100 | 0,10  | 0:40   |

#### Kreuztabelle
Die Kreuztabelle stellt die Ergebnisse aller Spiele dieser Saison dar. Die Heimmannschaft ist in der ersten Spalte aufgelistet, die Gastmannschaft in der obersten Reihe. Die Ergebnisse sind immer aus Sicht der Heimmannschaft angegeben.
| Gruppe B           |   | Víkingur Reykjavík | Þróttur Reykjavík |
| Valur Reykjavík    |   | 3:1                | 5:1               |
| Víkingur Reykjavík | – |                    | 5:0               |
| Þróttur Reykjavík  | – | –                  |                   |

## Finale
Die beiden Gruppensieger spielten um den Meistertitel.
| Paarung        | ÍA Akranes – Valur Reykjavík |
| Ergebnis       | 3:2 |
| Datum          | 6. September 1953 |
| Stadion        | Melavöllurinn, Reykjavík |
| Zuschauer      | etwa 4000 |
| Schiedsrichter | Guðjón Einarsson |
| Tore           | 1:0 Þórður Þórðarson (24') 1:1 Hafsteinn Guðmundsson (29') 1:2 Sigurður Sigurðsson (45') 2:2 Ríkharður Jónsson (49') 3:2 Dagbjartur Hannesson (68') |